# Leonard Holliday (Diplomat)
Gilbert Leonard Gibson Holliday, CMG (* 10. April 1910; † 15. Dezember 1980) war ein britischer Diplomat.

## Leben
Gilbert Leonard Gibson Holliday, Sohn von Reverend Andrew Barnes Holliday und dessen Ehefrau Violet White Holliday, fand nach seinem Eintritt in den diplomatischen Dienst (HM Diplomatic Service) zahlreiche Verwendungen an Auslandsvertretungen sowie im Außenministerium (Foreign Office). Er war zwischen 1948 und 1950 als Botschaftsrat für Handelsangelegenheiten (Commercial Counsellor) an der Botschaft in Frankreich tätig sowie im Anschluss von 1950 bis 1954 ebenfalls als Botschaftsrat für Handelsangelegenheiten an der Botschaft in der Schweiz. Für seine Verdienste wurde er 1954 Companion des Order of St Michael and St George (CMG) und fungierte zwischen 1954 und 1956 als Botschaftsrat an der Botschaft in Schweden.
Als Nachfolger von Milo Talbot, 7. Baron Talbot of Malahide wurde Holliday 1956 zum Botschafter in Laos berufen und verblieb auf diesem Posten bis 1958, woraufhin Sir Anthony Lincoln seine dortige Nachfolge antrat. Nach seiner Rückkehr war er im Außenministerium zwischen 1958 und 1960 zunächst Leiter des Referats für gegenseitige Hilfe (Head of Mutual Aid Department) sowie anschließend für kurze Zeit 1960 Leiter des Referats für Europäische Wirtschaftsorganisationen (Head of European Economic Organizations Department). Als Nachfolger von Sir James Henderson übernahm er 1960 den Posten als Botschafter in Bolivien und bekleidete dieses Amt bis zu seiner Ablösung durch Sir Herbert Gamble 1964.
Zuletzt wurde Leonard Holliday 1965 als Nachfolger von Sir Richard Ashton Beaumont zum Botschafter in Marokko ernannt und verblieben auf diesem Botschafterposten bis zu seinem Eintritt in den Ruhestand 1969, woraufhin Thomas Shaw seine Nachfolge übernahm.